# 本庄良邦
本庄 良邦（ほんじょう よしくに、1924年 - 1988年4月6日）は、日本の教育社会学者。

## 人物・来歴
京都帝国大学文学部教育学科を卒業。鹿児島大学教育学部講師、関西大学社会学部講師、助教授を経て、教授となる。64歳で死去。
1975年、「産業教育体制論研究 その現象形態と改革の視覚」で大阪市立大学より文学博士号を取得した。

## 著書
- 『企業内教育論』三和書房、1964年
- 『産業教育体制論研究 その現象形態と改革の視角』三和書房、1973年
- 『産業教育論』三和書房、1983年7月

共著
- 『職業と教育 上』（竹内義彰との共著）三和書房、1956年

### 翻訳
- J.E.フラウド, A.H.ホールジイ, F.M.マーチン『社会階層と教育の機会』関書院、1959年